# 269762 Nocentini
269762 Nocentini è un asteroide della fascia principale. Scoperto nel 1999, presenta un'orbita caratterizzata da un semiasse maggiore pari a 2,2008453 UA e da un'eccentricità di 0,1958591, inclinata di 8,17957° rispetto all'eclittica.